# منافق (فیلم)
مُنافق، یک فیلم سینمایی به نویسندگی و کارگردانی اسماعیل پورسعید و تهیه‌کنندگی خسرو تسلیمی، محصول سال ۱۳۵۹ است. این فیلم آخرین اثر منوچهر وثوق در ایران است که پیش از مهاجرت به خارج از کشور، در آن به ایفای نقش پرداخته است.

## بازیگران
- بهمن مفید
- منوچهر وثوق
- جلال
- منیژه آرا
- شهرزاد یوسفی